# Лачинов, Евдоким Емельянович
Евдоки́м Емелья́нович Лачи́нов (1799; село Песковатка, Воронежская губерния — 20 августа [1 сентября] 1875; Москва) — русский офицер, декабрист (член «Южного общества»), участник Русско-персидской (1826—1828), Русско-турецкой (1828—1829) и Кавказской войн. Топограф, этнограф и литератор.

## Биография

### Происхождение. Начало службы
Евдоким Лачинов родился в 1799 году. Происходил из дворян Воронежской губернии старинного русского дворянского рода Лачиновых. Сын отставного майора Емельяна Николаевича Лачинова (ум. 1821) и Прасковьи Евдокимовны (урождённой Шидловской). Братья: Николай (1795—1876) и Пётр (1801—?).
Учился в Московском университетском благородном пансионе (с 1810) и харьковской гимназии (1812); затем в Московском университете (1814—1816). После открытия в Москве в 1815 году училища колонновожатых начал обучение в нём. Однако в 1816 году был вынужден прервать обучение; благодаря отличительным способностям, он был отобран в делегацию чрезвычайного посольства в Персидскую империю, возглавляемую генерал-лейтенантом Ермоловым. В связи с этим 26 августа (7 сентября) 1816 года он вступил в воинскую службу. За участие в делах посольства персидское правительство представило Лачинова к ордену Льва и Солнца 3-й степени.
Вернувшись в начале 1818 года в Москву, после сдачи экзаменов в 1818 году он был выпущен из училища с чином прапорщика. До 1820 года Лачинов оставался в училище. Получив за отличие чин подпоручика 5 апреля 1821 года он был направлен в Тульчин с назначением на должность старшего адъютанта по квартирмейстерской части при Главном штабе 2-й армии генерала от кавалерии графа Витгенштейна. 

### Декабрист
Ещё при прохождении обучения в Московской школе колонновожатых Лачинов приобщился к запретной литературе (как к русской, так и иностранной). Его общительность и передовые взгляды способствовали к сближению с прогрессивно настроенными офицерами.
В октябре 1816 года в Тифлис одновременно с Лачиновым прибыл и капитан Генштаба Муравьёв (сын основателя школы колонновожатых, и один из основателей тайного «Северного общества»). Отправка посольской делегации в Персию задерживалась, и, по предложению Муравьёва, в период ожидания была проведена топографическая съёмка местности от Моздока до Тифлиса, в которой принял участие и Лачинов. Последний в беседах с Муровьёвым и его другом поручиком Бабарыкиным заинтересовался прогрессивными идеями «Северного общества». Тогда же ими было создано новое общество вольнодумцев «Тифлисская артель», тесно связанное со «Священной артелью». Однако после отбытия с Кавказа весной 1818 года Лачинова и других участников «Тифлисской артели» Машкова и Щербинина, она прекратила своё существование.
Во время своего пребывания в Тульчине Лачинов сблизился с членами «Южного общества», главным образом, с его руководителем Пестелем, и сам стал членом этого общества.
После подавления 14 (26) декабря 1825 года восстания декабристов Лачинов был помещён под домашний арест, а 16 (28) апреля 1826 года по предложению военного министра генерала Татищева графу Витгенштейну Лачинов был заключён в тюрьму. Следствие по делу Лачинова затягивалось. Декабристы Барятинский и Черкасов в своих показаниях указывали на то, что Лачинов был членом «Южного общества», однако бывший руководитель этого общества Пестель «чтобы сберечь молодого Лачинова» на соответствующий вопрос отвечал:

«С кем из тайного общества находился поручик Лачинов в сношениях и какое принимал участие в делах общества — я не могу иметь честь донести, потому что до сих пор не знал о принятии Лачинова в общество и принадлежности его к оному».— Из показаний полковника Пестеля от 14 июня 1826 г.
В конечном итоге следователям так и не удалось доказать членство Лачинова в тайном обществе, однако он всё-таки проходил по категории «прикосновенных» за знание, но сокрытие от начальства существование конституционного проекта Пестеля «Русская правда».
30 августа (11 сентября) 1826 года Лачинов был переведён в Тираспольскую крепость, где и был предан военному суду. 25 ноября (7 декабря) Николаем I была утверждена конфирмация графа Витгенштейна о Лачинове, согласно которой последний лишался всех воинских чинов, ордена и дворянского достоинства. Перед строем войск над Лачиновым была переломлена шпага и был снят мундир. Разжалованный до рядового, он направлялся на Кавказ.

### Служба на Кавказе
«… Неоднократно заметил я находившегося во всё время сражения, в стрелках 39-го егерского полка рядового Лачинова, оказавшего отличные примеры храбрости и неустрашимости и обратившего на себя особое внимание от товарищей. <…>
 Я осмеливаюсь присовокупить к сему, что всемилостивейшее внимание к сему молодому человеку почту собственной для себя наградою, а особливо если бы при возвращении ему офицерского чина он мог быть назначен ко мне адъютантом; в таком случае могу отвечать моею честию, что служба приобрела бы в нём редкого и полезного офицера».
На Кавказ Лачинов был отправлен прямо из Тираспольской крепости. По прибытии 13 (25) января 1827 года в Тифлис он был определён в 39-й егерский полк 20-й пехотной дивизии, квартировавший на тот момент в сел. Алиабаде Закатальского округа. 1 (13) апреля Лачинов в составе этого полка выступил из Алиабада в Эриванское ханство для участия в Русско-персидской войне. В мае―июне участвовал в осаде Эривани, а 17 (29) августа в составе сводного отряда генерал-лейтенанта Красовского принял участие в сражении под Ошаканом. В сентябре Лачинов был прикомандирован к батальону Крымского полка, направленному для осады Сардарабада. Его осада началась 14 (26) сентября и окончилась его взятием 20 сентября (2 октября). После Сардарабада Лачинов принимал участие во второй осаде Эривани, начатой 23 сентября (5 октября). Во время её осады Лачинов вместе с другими разжалованными декабристами занимался рытьём траншей на передовых позициях. 1 (13) октября Эривань пала. За отличие в персидской войне и, главным образом, за отличие в ошаканском сражении Лачинов по ходатайству Красовского был произведён в унтер-офицеры. С назначением последнего на должность исполняющего начальника Эриванской области и командующим её войсками, Лачинов состоял при нём чиновником для особых поручений при Главном штабе войск.
«… обязанностью считаю донести Вашему превосходительству о примерном усердии и отличных действиях 39-го егерского полка унтер-офицера Лачинова <…> старания и похвальные поступки унтер-офицера Лачинова возлагают на меня обязанность покорнейше просить В. П. обратить на него милостивое внимание господина главнокомандующего …».
В феврале 1828 года Лачинов был направлен в свой полк, который выдвигался к турецкой границе для участия в Русско―турецкой войне. С 20 (2) по 23 июня (5 июля) он участвовал в осаде и последующем взятии Карса и в дальнейшем находился в составе его гарнизона. Вскоре, по просьбе начальника Карского пашалыка генерал-майора князя Бековича-Черкасского, Лачинов в качестве инструктора был прикомандирован генерал-майором Берхманом к армянской дружине для ознакомления её с порядком несения пограничной службы, а также исправностью караулов их и разъездов. В дальнейшем участвовал в боях под Ардаганом, а также в августе находился в экспедиционной команде, осуществлявшей помощь по переселению армянских беженцев из-под Ардагана в Карский пашалык, занятый русскими войсками. За боевые отличия Лачинов в 1829 году был награждён знаком отличия Военного ордена.
По окончании в том же году турецкой войны Лачинов был направлен на Северный Кавказ, где состоял на должности управляющего канцелярией Генерального штаба при командующем войсками Кавказской линии генерал-лейтенанте Вельяминове. В период с 1830 по 1832 годы участвовал в боевых действиях в Дагестане и Чечне, включая экспедицию отряда генерал-адъютанта Розена и генерал-лейтенанта Вельяминова в Малую Чечню в 1832 году.
В декабре 1832 года Лачинов в чине прапорщика по болезни подал в отставку.

### После отставки
Выйдя в отставку, Лачинов поселился в родовом имении Натальино, Землянского уезда Воронежской губернии. Там он занялся овцеводством. В середине 1850-х годов в Харькове при его участии была организована акционерная компания по торговле шерстью, а позже он на протяжении нескольких лет был председателем этой компании. Активно развивал торговый оборот и налаживал отношения с иностранным рынком. Позже аналогичную компанию Лачинов открыл и в Новороссийске.
Евдоким Лачинов умер 20 августа (1 сентября) 1875 года в Москве. Существует две версии места его захоронения:
1. в Москве на Ваганьковском кладбище (могила не сохранилась)[26].
2. в ограде Никольской церкви села Натальино, Землянского уезда Воронежской губернии (ныне Касторенский район Курской области)[3].

## Семья
жена — Клементина Ермолаевна (дочь генерал-майора Е. А. Берхмана).
сын — Владимир (1831—1897) — с 1852 года юнкер Одесского уланского полка, затем отставной поручик, 3 ноября 1856 года причислен к старинному роду Лачиновых, которого был лишён его отец.

## Литературная и научная деятельность Лачинова

### Литератор
Из письма, написанного Рылеевым (также будущим декабристом) в 1816 году Лачинову в Москву, где первый называет его «Питомцем муз» (то есть поэтом), следует полагать, что Лачинов ещё в юности писал стихи. В альманахе-ежегоднике для воспитанников школы-пансиона «Каллиопа» публиковались прозаические опыты Лачинова ― «Мысли разных писателей» (1815, Ч. 1) и «Разговор о путешествии» (1816, Ч. 2), а также различные переводы.
Во время своего участия в посольской делегации в Персидскую империю Лачинов составил «Дневник следования посольства» (1817—1818), являвшийся ценным источником.
После декабрьских событий 1825 года рукописи Лачинова, как, впрочем, и других осужденных декабристов-литераторов, подвергались жёсткой цензуре. Если они размещались в изданиях, то публиковались анонимно или под какими-либо псевдонимами, а то и вовсе авторство могло принадлежать другим лицам. Так, к примеру, в журнале «Московский телеграф» (1828) была опубликована статья, автором которой являлся Лачинов, «Отрывок из Дневника путешествий по Эриванской области». Как пояснила редакция журнала: «Сии дорожные записки были ведены одним из чиновников, находившихся при генерал-лейтенанте А. И. Красовском… Издатель Телеграфа покорно благодарит почтенную особу, доставившую в Телеграф сии любопытные замечания…». Профессор М. А. Полиевктов включил эту статью в свой обзор «Европейские путешественники по Кавказу 1800—1830 гг.» (1946) в качестве трудов анонимного автора.
Также в петербургской газете «Северная пчела» было опубликовано пространное письмо без подписи «Путешествие по Эриванской области», написанное в Эриванской цитадели в конце декабря 1827 — начале января 1828 годов. Долгое время авторство данных рукописей приписывалось Грибоедову. Редактор «Собрания сочинений А. С. Грибоедова» (1889) И. А. Шляпкин даже поместил их в данный сборник. На то, что рукописи принадлежат перу декабриста Лачинова, впервые указал библиограф Н. М. Ченцов в «Восстании декабристов» (1929). Тоже подтвердил и профессор М. Г. Нерсисян, проведя, главным образом, сравнительный анализ.
Также анонимно в газете «Тифлисские ведомости» (1829) под рубрикой «Корреспонденция» были опубликованы — «Письма из Карса». На Лачинова же, как на автора данных писем, впервые обратил внимание Е. Г. Вейденбаум. Академик П. В. Гугушвили указывает на то, что Лачинов являлся сотрудником «Тифлисских ведомостей».
Лачиновым был написан рассказ «Быль» (1828), посвящённый судьбе участника Отечественной войны 1812 года и сражений на Кавказе. По предположению Е. Г. Вейденбаума, скрытым соавтором Екатерины Лачиновой при написании роман-памфлета под псевдонимом Е. Хамар-Дабанова «Проделки на Кавказе» (1844) мог являться Евдоким Лачинов, который был родным старшим братом её мужа флигель-адъютанта Николая Лачинова.
Особо ценный сохранившийся источник представляет собой рукопись Лачинова под общим названием «Моя исповедь» с подзаголовком «Записки русского солдата». Большей частью она была составлена в виде дневника, а периодически и в виде писем. В ней Лачинов, кроме описания военных действий, как и в «Дневнике следования посольства», особое внимание уделял памятникам древней архитектуры (цитаделям, монастырям, церквам и мечетям). Сохранились письма Лачинова, адресованные Н. Н. Муравьёву-Карскому, датированные 1818 годом.
В 1850―1860-х годах Лачинов публиковал статьи по торговле шерстью и о деятельности компании в таких органах русской периодической печати, как «Северная почта», «Северная пчела», «Коммерческая газета», «Одесский вестник» и др.
В 1864 году Лачинов, используя свои дневники, опубликовал в «Сборнике материалов о событиях XIX в. в России» статью «Воспоминания декабриста», а в 1875 году (перед смертью) составил письмо на имя Великого князя Михаила Николаевича, содержащее свою автобиографию, которое было опубликовано в том же «Сборнике».
Уже после смерти Лачинова отрывки из его «Исповеди» с указанием на его авторство были опубликованы в «Кавказском сборнике» (1876—1877), а в 1967 году в «Историко-филологическом журнале» М. Г. Нерсисяном были опубликованы «Записки декабриста Е. Е. Лачинова о путешествии А. П. Ермолова в Иран в 1817 г.».

### Топограф и этнограф
Известно, что в 1827 году Лачинов по поручению Красовского производил подробное статистическое описание Эриванской области. Относительно этого поручения Лачинов писал:

«Я видел невозможность с успехом окончить столь обширное дело, требующее глубоких сведений; но от меня не требовали произведения образцового, и, поощряемый неизъяснимо лестным для меня вниманием, я с полным усердием приступил к работе. Никогда не трудился с таким рвением, потому что никогда не был так ободряем; решительно могу сказать, что, кроме самых необходимых часов для сна, не давал я себе ни минуты отдыха — даже в продолжение обеда не оставлял занятий своих, и всё делалось так охотно, что не чувствовал надобности принуждать себя …».— «Моя исповедь (Записки русского солдата)», Е. Е. Лачинов
В проведении данных исследований Лачинову оказывал деятельную помощь Эчмиадзинский архиепископ Нерсес Аштаракеци, а также он пользовался замечаниями и наставлениями армянского учёного Шагана Джрпетяна. Однако после отбытия 11 (23) февраля 1828 года Красовского в Россию Лачинов был переведён в свой полк, соответственно, прекратив свою научную деятельность. Судьба выполненных им трудов по исследованию Армении осталась неизвестной.
В 1829 году работу по изучению «вновь присоединённого края» по распоряжению исполняющего обязанности наместника на Кавказе графа И. Ф. Паскевича продолжил И. И. Шопен, который в 1852 году издал книгу «Исторический памятник состояния Армянской области в эпоху её присоединения к Российской империи». По утверждению историка И. Г. Туняна, Шопен реализовал программу Лачинова, не упомянув при этом последнего. Основой к данному утверждению послужила высокая степень идентичности многих разделов «Исповеди» Лачинова и «Исторического памятника…» Шопена.